# Kamenica (školjka)
Kamenica (lat. Ostrea edulis), ili europska kamenica je morska školjka iz porodice kamenica (Ostreidae). 

## Opis
Tijelo kamenice (meso) je smješteno unutar dviju nesimetričnih ljuštura. Lijeva udubljena ljuštura služi za prihvaćanje za podlogu, desna je ravna, a spaja ih jaki mišić. Duguljasta je i srcolika, nazubljenih rubova ljušture, a boja ljušture varira od kameno do bjelkasto sive. Raste do 13 cm u dužinu.

## Rasprostranjenost
Europska kamenica koja se uzgaja u Hrvatskoj je gotovo u potpunosti nestala iz Europe. Može se naći u Sredozemlju, istočnom Atlantiku i Crnom moru. 
Veća uzgajališta u Hrvatskoj su u Limskom kanalu, Pulskom i Malostonskom zaljevu, uvali Klimno i Pirovačkom zaljevu, a na svim ovim mjestima raste i samonikla. Pogodni položaji za život kamenice su svi zaljevi i kanali Istre, Creska uvala, Klimno (otok Krk), Novigradsko more, Pašmanski kanal, Šibenski zaljev, manje uvale oko Splita, i Mljetska jezera.

## Način života i ishrana
Kamenica živi isključivo prilijepljena na tvrde podloge kao stijene i to u rijetkim kolonijama. Hrani se planktonom. Najveći neprijatelj su joj morske zvijezde, puž volak, razni rakovi i ribe, a najčešće komarča.

## Razmnožavanje
Kamenica spada u dvospolne životinje pa nosi i jaja i sjeme. Pošto se jaja i sjeme ne razvijaju istovremeno, rijetko se događa da sjeme oplodi jaje iste kamenice. U oplodnji morske struje imaju ulogu posrednika. Otvorena kamenica dočekuje sjeme nošeno morskim strujama i dolazi do oplodnje unutar njega. Nakon nekog vremena iz oplođene jajne stanice nastaje ličinka. Dozrele ličinke napuštaju kamenicu te nošene morskim strujama lebde sve dok ne naiđu na čvrstu podlogu za koju će se prihvatiti. Kad naiđu na pogodnu podlogu ličinke ispuštaju vapnenastu sluz i na taj se način pričvršćuju na podlogu. Tijekom ovog procesa mnoge ličinke postaju žrtve riba ili ih struje raznesu prije nego pronađu odgovarajuću podlogu.

## Gospodarska vrijednost
Kamenice se još od Rimljana smatraju izuzetnom delikatesom. Meso joj je jako hranjivo jer sadrži puno bjelančevina, ugljikohidrata i vitamina A, B1, B2, C i D. Najukusnija je zimi, a najčešće se jede sirova s par kapi limunovog soka. Može se pohati, poširati i na druge načine pripremati. 

## Vanjske poveznice
- Uzgoj kamenica u Bokokotorskom zalivu  Arhivirana inačica izvorne stranice od 6. lipnja 2020. (Wayback Machine)